# Ediki Mbonge
Ediki Mbonge (ou Ediki Bekoli) est un village du Cameroun situé dans le département de la Meme et la Région du Sud-Ouest. Il fait partie de la commune de Konye.

## Population
En 1967 on y a dénombré 489 personnes, principalement des Mbonge, du groupe Oroko.
Lors du recensement de 2005, la localité comptait 675 personnes.

## Enseignement
La localité dispose d'un CES (Collège d'enseignement secondaire) anglophone.